# Ты прекрасен
«Ты прекрасен» (кор. 미남이시네요, Минам-и синэё, англ. A.N.Jell: You're beautiful) — южнокорейский сериал (дорама) производства режиссёра Хон Сон Чхана. Известен как Икэмэн-дэсу-нэ в Японии, в 2011 году был сделан ремейк на сериал, состоящий уже из 12 серий. Транслировался по каналу SBS в Корее с 7 октября по 26 ноября 2009 года. Средняя продолжительность каждой серии 65 минут.

## Сюжет
Однажды юная послушница по имени Ко Ми Нё отправилась в город на розовом мопеде за билетом на самолёт до Рима, где её официально сделают монахиней. Её стал преследовать странный мужчина средних лет. Преследователь, назвавшийся менеджером Ма, сообщил ей новости о её брате-близнеце. Ко Ми Нам был выбран президентом звукозаписывающей компании «A.N.» из сотни претендентов как солист в популярную группу «A.N.Jell» для помощи лидеру группы. Но все осложняется тем, что Ми Нам находится сейчас на лечении в Соединённых штатах и не может приехать в Корею для того, чтобы подписать контракт.

## Актёры
- Чан Гын Сок в роли Хван Тхэ Гёна
- Пак Син Хе в роли Ко Ми Нам / Ко Ми Нё
- Ли Хон Ки в роли Кан Он Ю (Джереми)
- Чон Ён Хва в роли Кан Шин У
- Ю И в роли Ю Хе И
- Пэ Гы Рин в роли Са Ю Ри (президент фан-клуба «Ангелов»)
- Ким Ин Гвон в роли Ма Хун И (менеджер Ми Нама)
- Чхве Ран в роли Ко Ми Джа (тетя Ми Нама и Ми Нё)
- Ким Сон Рён в роли Мо Хва Ран
- Чон Чхан в роли Президента Ан Сон Чхана
- Чхве Су Ын в роли Ван Кхо Ди
- Тхэ Хван в роли служащего
- Ю Сын Хо (камео, 9 эпизод)

## Список эпизодов
| 1  | 2009-10-07 | Утро послушницы Ко Ми Нё не задалось с самого начала. Мало того, что опоздала к началу службы, так ещё и сорвала её, отняв у девочки плеер с дикой музыкой. В это же время президент звукозаписывающей компании после весьма успешного концерта группы A.N.Jell сообщает о наконец-то отобранном новом члене группы. Его зовут Ко Ми Нам, и у него поистине божественный голос. Однако господин Ан не знает, что Ко Ми Нам уехал в Америку, поэтому, чтобы не сорвался удачный контракт, менеджер Ми Нама отправляется к его сестре-близняшке, с которой он похож как две капли воды. Ей и оказывается послушница Ко Ми Нё. После долгих уговоров и преследований Ми Нё соглашается исполнить роль брата, но только чтобы подписать контракт — у неё скоро поездка в Рим, где она и планирует остаться, посвятив себя Богу. Но один участник группы, Хван Тхэ Гён, решил проверить, а вправду ли у него голос Ангела? Ми Нё не знала, что ей делать. Нечего не осталось, кроме того, что бы спеть. Как вы думаете как она спела? Менеджер Ма просит Ми Нё быть Ми Намом пока тот не вернётся, но девушка упорствует. И вот она уже в аэропорту, ждет самолёт в Рим. И в тот же самый аэропорт прибывают участники группы A.N.Jell. По ошибке Ми-Нё столкнулась с одним участником группы. Паникуя она начинает от них прятаться. Позже обнаруживает, что у неё пропал билет, но появился плеер. Оставшись в аэропорту, она слушает музыку из плеера этого мужчины и решается побыть Ко Ми Нам. Ми Нё даже не представляла какой насыщенный график у звезд — ей пришлось отправиться в клуб, чтобы отпраздновать её появление в этой группе. Там она выпивает слишком много, но боится выдать себя, ведь кроме менеджера и стилиста никто не знает, что она — девушка. Однако на крыше ночного клуба, куда она выходит освежится, Ко Ми Нё теряет сознание и падает. |  |  |  |  |
| 2  | 2009-10-08 | |  |  |  |  |
| 3  | 2009-10-14 | |  |  |  |  |
| 4  | 2009-10-15 | |  |  |  |  |
| 5  | 2009-10-21 | |  |  |  |  |
| 6  | 2009-10-22 | |  |  |  |  |
| 7  | 2009-10-28 | |  |  |  |  |
| 8  | 2009-10-29 | |  |  |  |  |
| 9  | 2009-11-04 | |  |  |  |  |
| 10 | 2009-11-05 | |  |  |  |  |
| 11 | 2009-11-11 | |  |  |  |  |
| 12 | 2009-11-12 | |  |  |  |  |
| 13 | 2009-11-18 | |  |  |  |  |
| 14 | 2009-11-19 | |  |  |  |  |
| 15 | 2009-11-25 | |  |  |  |  |
| 16 | 2009-11-26 | |  |  |  |  |
|    |            | |  |  |  |  |